# Diodora dysoni
Diodora dysoni är en snäckart som först beskrevs av Reeve 1850.  Diodora dysoni ingår i släktet Diodora och familjen nyckelhålssnäckor. Inga underarter finns listade i Catalogue of Life.

## Bildgalleri

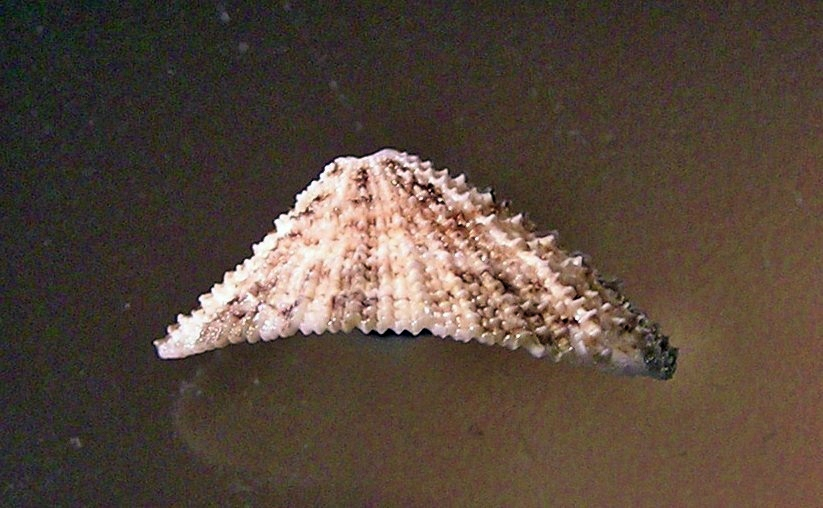